# Fibrocistina

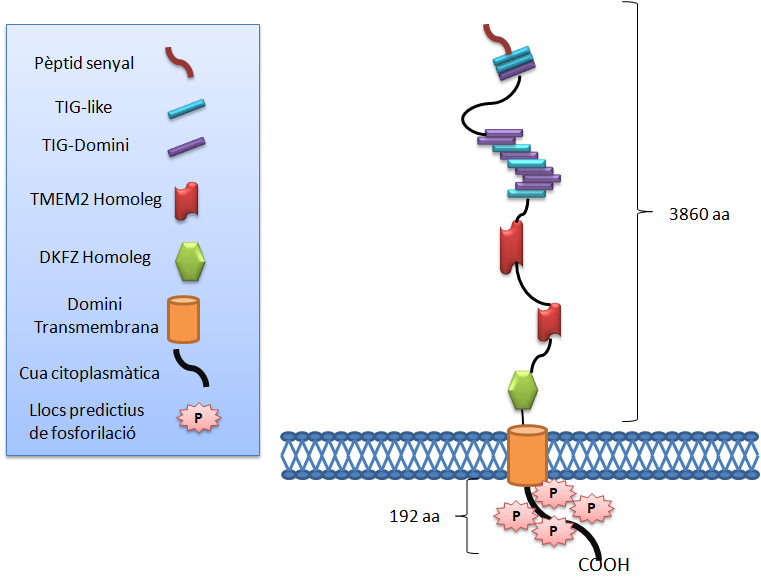
Esquema representatiu de l'estructura de la fibrocistina o poliductina.

La fibrocistina també coneguda amb el nom de poliductina és una proteïna integral de membrana que desenvolupa una funció important en el manteniment de la integritat estructural d'òrgans com el fetge i el ronyó.

## Estructura
| Estructura primària, massa | 4074 aa; 447 kDa          |
| Isoformes                  | 2                         |
| Gen                        | PKHD1                     |
| ID extern                  | OMIM: 606702 MGI: 2155808 |

La fibrocistina, també coneguda amb el nom de poliductina (FCP), és una proteïna integral de membrana (proteïna de membrana tipus I) composta per 4074 aminoàcids (4059 en el cas del ratolí) i que pesa uns 447 kDa. Aquesta proteïna conté un pèptid senyal a l'extrem amino-terminal (situat a l'espai extracel·lular), un domini transmembrana i una regió C-terminal (192 aminoàcids) que es troba al citoplasma.
L'anàlisi estructural indica que la fibrocistina conté una sèrie de dominis del tipus IPT (factor de transcripció de la immunoglobulina plexina) en la cara extracel·lular. Aquests dominis IPT també es troben en forma de tàndem en els receptors de la superfície cel·lular que pertanyen a la superfamília de les proteïnes de Sema i, inclòs, en el receptor del factor de creixement d'hepatòcits.
Cal destacar que la fibrocistina present en els humans comparteix una estructura semblant amb la fibrocistina present en els ratolins. En concret, s'assemblen en un 73% en tota la seva longitud.
Estudis recents han demostrat que la fibrocistina pot patir una ruptura proteolítica i que el fragment C-terminal és capaç de translocar el nucli.
Aquesta proteïna està present a les cèl·lules del ronyó fetal i adult, i també està present, tot i que, en nivells baixos, en el fetge i en el pàncrees. La fibrocistina també es troba en unes estructures cel·lulars anomenades cilis primaris. Els cilis primaris són petites projeccions en forma de dit i petits conductes per on l'orina es forma (túbuls renals). Els investigadors creuen que els cilis primaris desenvolupen un paper important en el manteniment de la mida i l'estructura d'aquests túbuls. Tot i això, la funció de la fibrocistina en els cilis primaris encara no està clara.
La fibrocistina pot actuar com un receptor de membrana que interacciona amb les molècules de fora de la cèl·lula i també com a receptor dels senyals cel·lulars. Aquesta proteïna també pot estar involucrada en la connexió de les cèl·lules entre si (adhesió), a més de mantenir les cèl·lules separades (repulsió) i promoure el creixement i la divisió de les cèl·lules (proliferació).

## Funcions

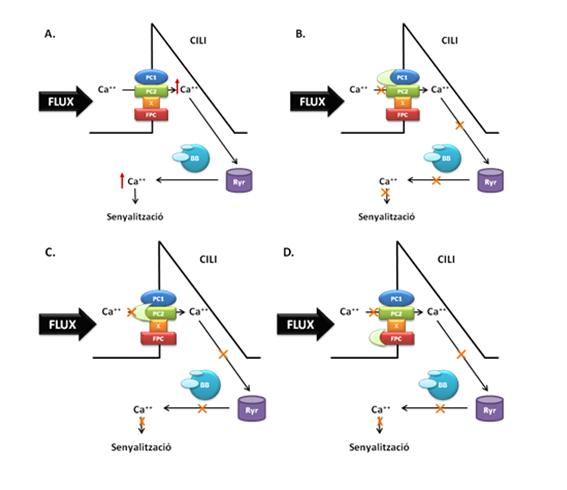

Es creu que com altres moltes proteïnes ciliars, té un paper essencial en el manteniment de la integritat estructural d'òrgans com el ronyó i el fetge, modulant importants funcions cel·lulars que inclouen:
- Proliferació Epitelial dels Túbuls col·lectors amb dilatació fusiforme. (bàsica per la diferenciació dels túbuls renals i de la via biliar)
- Conversió secretora
- Apoptosis
- Diferenciació terminal
- Alliberació de factor de creixement epitelial
- Adhesió cel·lular

### Interacció de la FCP amb la PC1 i la PC2
La FCP té en comú la via mecanotransduccional amb altres proteïnes cel·lulars involucrades en la malaltia poliquística autosòmica dominant. Aquestes proteïnes són la policistina-1 (PC1) i la policistina-2 (PC2). Aquests complexos policistínics estan localitzats a la superfície cel·lular apical, la superfície cel·lular lateral adjacent a les unions adherents, i a la membrana de les cèl·lules basals en associació amb la cinasa d'adhesió focal. La PC2 actua com un canal permeable d'ions calci el qual augmenta transitòriament els nivells de calci citosòlic i la PC1 està relacionada amb la regulació/localització d'aquest canal. Anormalitats genètiques al PKHD1 poden produir anormalitats estructurals i funcionals a la fibrocistina les quals causen la poliquistosis. Altres estudis han determinat que la fibrocistina regula l'expressió i la funció de la policistina-2.

### Interacció de la fibrocistina i la prosoposina
La prosaposina és una glicoproteïna que té múltiples funcions i pot interaccionar amb la fibrocistina. En un assaig que es va realitzar, es van estudiar amb línies cel·lulars estables els efectes de la interacció entre la FPC-prosaposina i es va concloure que:
| Nivells de FPC | Nivells de Prosaposina | Conseqüències                           |
| -------------- | ---------------------- | --------------------------------------- |
| Disminució     | sobreexpressió         | Augment de la proliferació cel·lular    |
| Sobreexpressió | disminució             | Disminució de la proliferació cel·lular |

### Fibrocistina endogen al centrosoma i al fus mitòtic
Encara que la FPC havia estat detectat a la membrana plasmàtica, al cos basal i als cilis, la seva localització durant la mitosi no ha estat demostrada fins al 2010, quan es va trobar FPC endogen al centrosoma i al fus mitòtic de cèl·lules epitelials d'humans i ratolins amb l'ús de dos anticossos específics pel FCP.
| Profase            | FCP és present al voltant del centre organitzador del microtúbul (MTOC) |
| Metafase i Anafase | FCP està més concentrada al voltant del fus mitòtic                     |
| Telofase           | FCP és detectada al cos mig                                             |

Aquests resultats proposen que la FPC podria formar un complex de senyalització al fus mitòtic amb altres proteïnes citogèniques i modular l'orientació del fus mitòtic i la seva bipolaritat durant la mitosis, a més a més del seu paper clàssic en el cili primari que ja s'ha explicat anteriorment.

## Genètica
La fibrocistina (com hem vist també anomenada poliductina) està codificada pel gen anomenat PKHD1 (polycystic kidney and hepatic disease 1 gene)

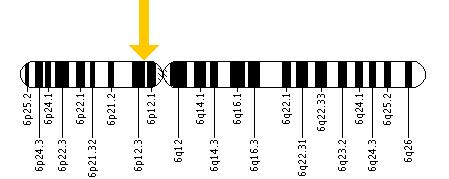
Localització molecular del PKHD1 al cromosoma 6

el qual es troba en el braç petit (p) del cromosoma 6. Concretament, la seva localització citogenètica és 6p12.3-p12.2, des del parell de bases 51480144 fins al 51952422 del cromosoma 6. La transcripció d'aquest gen dona lloc a diverses variants de ARN madur, que donaran lloc a diferents isoformes de la proteïna. No se sap si tots aquests transcrits són traduïts a proteïnes, però es preveu que molts donaran llocs a proteïnes truncades en les quals mancaran regions com la transmembrana o la cua citoplasmática.
Es creu que la variant 1 conté la informació per sintetitzar la proteïna fibrocistina. A més se sap que la variant 1, que conté 67 exons i està formada per 16235 parells de bases, és la variant més llarga d'aquest transcrit.
Una altra variant identificada (variant 2) té 61 exons i 11604 parells de bases. Aquesta variant no presenta alguns dels exons que presenta la variant 1 però presenta un exó en la regió 3’ que la variant 1 no presenta. La isoforma 2 de la proteïna és més curta i té una cua C-terminal diferent si es compara amb la isoforma 1.
Una mutació del gen PKHD1 provoca la ARPKD (Autosomal Recessive Polycystic Kidney Disease), un trastorn que es manifesta a la infantesa. S'han trobat 263 mutacions diferents del gen PKHD1 en persones amb el ARPKD.)
La majoria (79%) de les mutacions en el gen PKHD1 són mutacions puntuals de substitució, és a dir, se substitueix un nucleòtid per un altre, cosa que dona lloc a la síntesi d'un diferent aminoàcid i conseqüentment a la síntesi d'una proteïna diferent.

## Poliquistosi renal
En anglès Polycystic Kidney Disease (PKD) és una malaltia causada per una alteració genètica que provoca l'aparició de múltiples quists als ronyons. Aquests quists s'emplenen de fluids i fan que els ronyons perdin la seva fisiologia normal i augmentin de mida deformant-se i reduint les funcions renals fins a provocar insuficiències renals. La malaltia es pot estendre a altres òrgans com ara al fetge, al cervell i al cor.
Hi ha dos tipus de PKD, la Autosomal Dominant Polycystic Kidney Disease (ADPKD) i la menys comú Autosomal Recessive Polycystic Kidney Disease (ARPKD)

### Poliquistosi renal autosòmica dominant
En anglès Autosomal Dominant Polycystic Kidney Disease (ADPKD) és la branca de la malaltia més comuna. La malaltia s'origina en mutacions genètiques en els gens PKD-1, PKD-2 i PKD-3 que estan localitzats a el cromosoma 16, 4 i 3 respectivament. Aquestes mutacions són causants del mal funcionament de les proteïnes Policistina-1, Policistina-2 i Policistina-3.

### Poliquistosi renal autosòmica recessiva

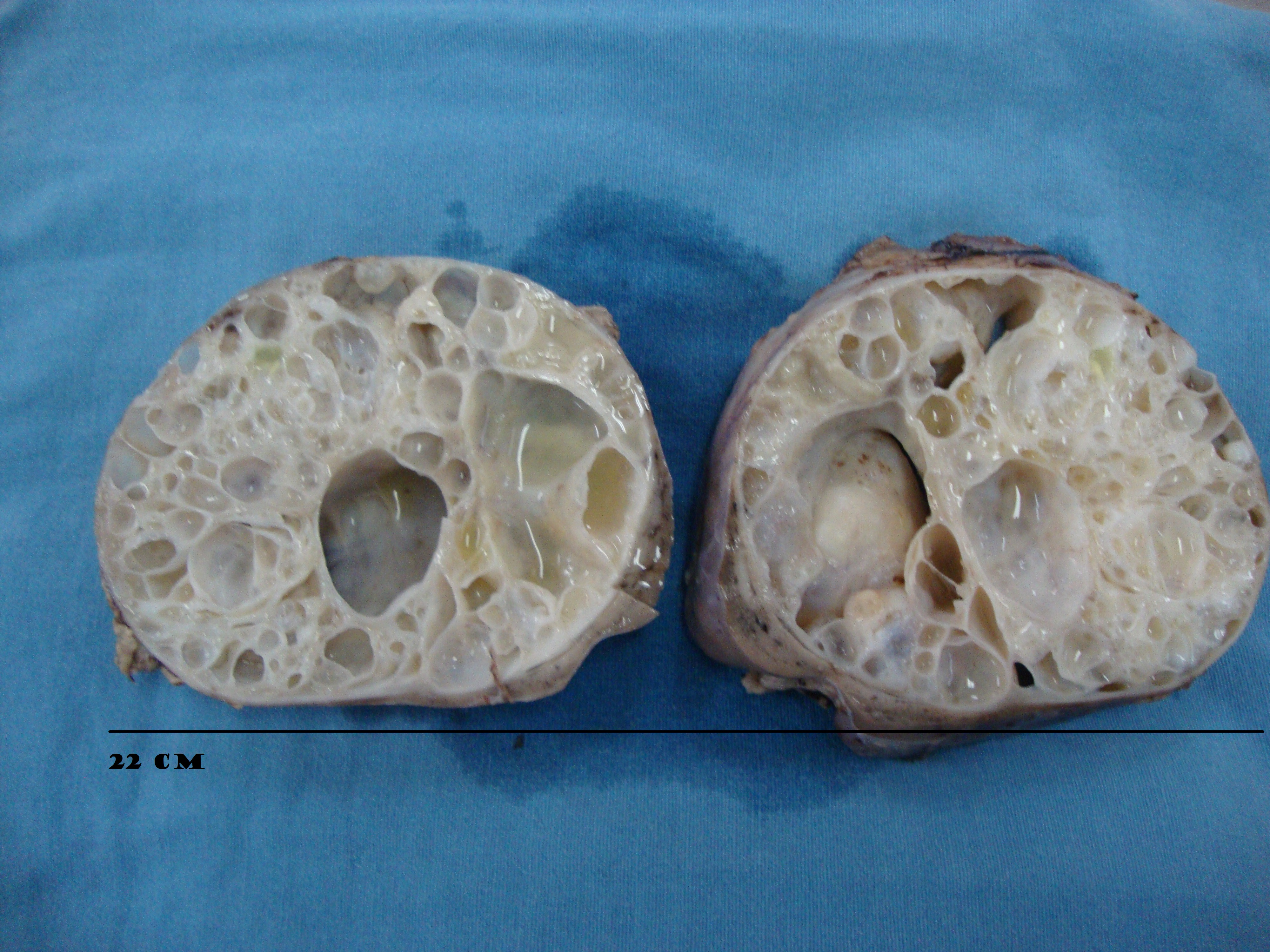
Ronyó afectat per ARPKD

En anglès Autosomal Recessive Polycystic Kidney Disease (ARPKD). La ARPKD o també coneguda com a Pediatric Polycystic kidney disease (PKD pediàtrica o infantil), ja que els símptomes apareixen sovint abans de néixer. Trobem l'origen d'aquesta malaltia en una mutació en el gen PKHD1 (polycistic kidney and hepatic disease 1 gene), aquesta mutació causa tots els tipus típics de ARPKD i fa que la proteïna fibrocistina, que es forma a partir de la informació d'aquest gen (PKHD1) perdi parcialment o totalment les seves funcions. Ara bé, els mecanismes pels quals la mutació en el PKHD1 causen la malaltia clínica no se saben.